# فرودگاه شهری اسپرینگدیل
فرودگاه شهری اسپرینگدیل (به انگلیسی: Springdale Municipal Airport) یک فرودگاه همگانی با کد یاتا SPZ است که یک باند فرود آسفالت دارد و طول باند آن ۱۶۱۶ متر است. این فرودگاه در کشور ایالات متحده آمریکا قرار دارد و در ارتفاع ۴۱۲٫۴ متری از سطح دریا واقع شده است.